# Autos sacramentales Calderóna

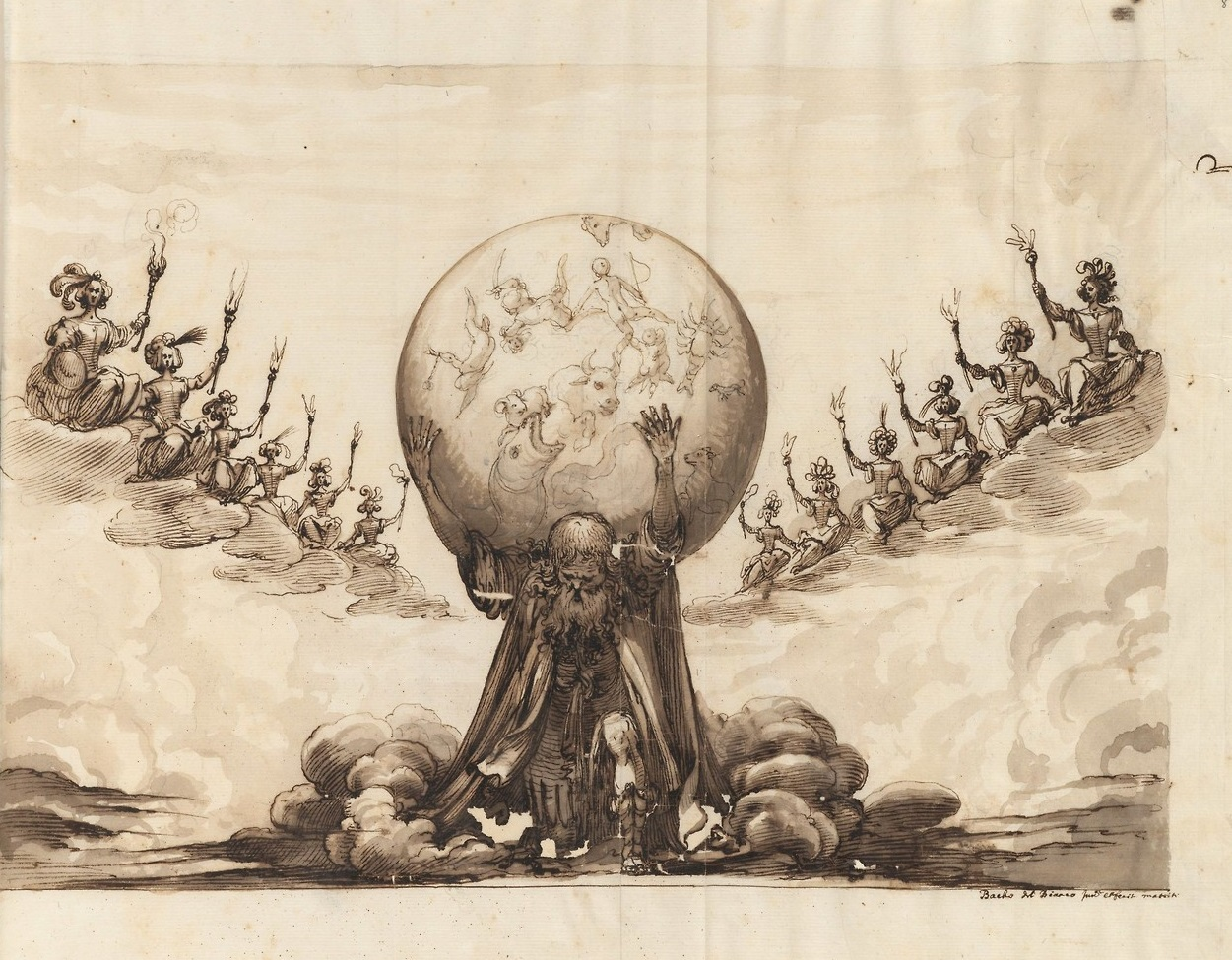
Ilustracja do Andromedy i Perseusza

Autos sacramentales Calderóna – alegoryczne dramaty religijne, poświęcone Eucharystii autorstwa Pedra Calderóna de la Barki.

## Informacje ogólne
Pierwsze autos Calderona powstały około 1630 roku, w okresie gdy moralitety eucharystyczne stały się najpopularniejszym gatunkiem dramatycznym w Hiszpanii. Od połowy lat 40. poeta stał się jedynym dostawcą nowych autos dla stolicy i kilku ważniejszych miast hiszpańskich (Toledo, Sewilli i Grenady). Sam dramaturg przywiązywał do nich duże znaczenie. Były to jedyne utwory, o których poprawne wydanie osobiście zadbał. Do dziś zachowały się 73 autos Calderona, przy czym niektóre z nich są alegorycznymi wersjami jego wcześniejszych dramatów lub utworów innych autorów. Krytycy zauważają wyraźną różnicę stylistyczną pomiędzy autos sprzed 1650 roku i późniejszymi utworami. Wcześniejsze są znacznie krótsze, skonstruowane prosto, mniej skomplikowane retorycznie i  wersyfikacyjnie. Nie wymagają tak rozbudowanej scenografii i użycia licznych maszyn teatralnych. Późniejsze autos są dłuższe, bardziej skomplikowane i ozdobne, a ich rozmach scenograficzny, choreograficzny i konstrukcyjny zbliża je do barokowych spektakli dworskich czy oper.

## Podział
Angel Valbuena Prat wybitny znawca twórczości Calderóna dzieli jego autos na następujące grupyː
1. autos filozoficzno-teologiczne – np. Wielki teatr świata, El gran mercado del mundo (Wielki targ świata), No hay más fortuna que Dios (Nie ma szczęścia poza Bogiem), Życie jest snem.
2. autos mitologiczne – np. Magia grzechu, El laberinto del mundo (Labirynt świata), El divino Jasón (Boski Jazon), Andrómeda y Perseo (Andromeda i Perseusz).
3. autos starotestamentowe – np. La Torre de Babilonia (Wieża Babel), Primero y segundo Isaac (Pierwszy i drugi Izaak), La serpiente de metal (Wąż miedziany), Sueños hay que verdad son (Bywają sny, które są prawdą).
4. autos ewangeliczne – np. El tresoro escondido (Ukryty skarb), El primer refugio del hombre y probática piscina (Pierwsze schronienie człowieka i probiercza sadzawka), El diablo mudo (Niemy diabeł), Llamados y escogidos (Wezwani i wybrani).
5. autos okolicznościowe – np. El indulto general (Odpust powszechny), La segunda esposa y triunfar muriendo (Druga żona i tryumf w obliczu śmierci), La vacante general (Powszechny wakat), Nuevo palacio del Retiro (Nowy pałac Retiro).
6. autos historyczne i legendarne – np. El santo rey Don Fernando (Święty król Don Fernando), El Maestrazgo del Toisón (Zakon Złotego Runa), La lepra de Constantino (Trąd Konstantyna), El segundo blasón de Austria (Drugi herb Austrii).
7. autos maryjne – np. La primera flor de Carmelo (Pierwszy kwiat Karmelu), Las espigas de Ruth (Źdźbła Rut), La hidalga del valle (Szlachcianka z doliny), A Maria el corazón (Serce – Marii)[2].

## Charakterystyka

### Tematyka utworów
Calderón, jak żaden z jego poprzedników, dostrzegł centralną rolę dogmatu Eucharystii w doktrynie katolickiej i nieograniczone możliwości, jakie daje ten fakt artyście. Eucharystia, znajdując się w centrum teologii i moralności chrześcijańskiej i będąc jedynym prawdziwym tematem (asunto) autos sacramentales pozwalała się, ze względu na swe powiązania z wszystkimi innymi elementami wiary, przedstawiać i  adorować na wiele sposobów. Tworzywa do konstruowania fabuły (argumento) dramaturg mógł wobec tego szukać zarówno w powiązanych z nią dogmatachː o grzechu pierworodnym, Wcieleniu, Odkupieniu, jak i w opowieściach starotestamentowych, interpretowanych jako zapowiedź Chrystusa, czy przypowieściach ewangelicznych. Z uwagi na to, że Eucharystia, jako ofiara i sakrament, wymaga udziału kapłana tworzywem autos mogło też być życie Kościołaː przyjęcie lub odrzucenie wiary, schizmy, herezje, żywoty świętych, będących przykładami doskonałej pobożności. W kręgu fabularnym mogły się też znaleźć motywy z filozofii i mitologii antycznej, rozumianych jako preparatio evangelica, (przygotowanie do Ewangelii). Ostatecznie mogły się nawet zdarzyć autos, których punktem wyjścia były zjawiska z życia gospodarczego czy społecznego jak pragmatyka w sprawie rozdawania darmowego chleba w czasie klęski głodu, dewaluacja pieniądza czy sławne turnieje rycerskie. Jak pisał Valbuena Pratː Historia święta i świecka, mitologia, wątki komediowe, ówczesne zwyczaje i obyczaje, wszystko to używane jest do budowania owej wspaniałej świątyni ku czci Eucharystii - syntezy Średniowiecza i Renesansu, teologii tomistycznej i barokowej ozdobności, gdzie duchowość gotyku stapia się z grecko-rzymską świetnością.

### Alegorie, symbolizm
alegoria to nic więcej jak 
zwierciadło, które przekazuje to, co
istnieje, za pomocą czegoś,
co nie istnieje

Calderonowskie alegorie wywodzą się z długiej tradycji sztuki europejskiej. Poeta chętnie sięga po wzory utrwalone przez takich autorów jak Cesare Ripa czy Federico Borromini. Kiedy tworzy nową alegorię zawsze dba, by była ona zgodna nie tylko z jego odczuciem poetyckim, ale też zdroworozsądkowymi oczekiwaniami widowni i jej doświadczeniem. Niektóre z jego alegorii nie różnią się od „charakterów” występujących w sztukach realistycznych. Jego Skąpstwo czy Obłuda niewiele się różnią od Molierowskiego Skąpca czy Świętoszka. Calderón lubi zestawiać swoje alegorie w antagonistyczne paryː Bogacza z Biedakiem, Łaskę z Grzechem, Piękno i Roztropność, co pozwala mu na wprowadzenie do autos elementu komizmu. Nie rezygnuje zresztą z obowiązkowej w comedias postaci błazna (gracioso), w którego rolę wcielają się najczęściej Wolna Wola, Zmysły, a nawet Rozum.
W autos symboliczne są zresztą nie tylko postaci, ale także cała akcja. Dramaturg zastrzegał się bowiem w Roku Świętym w Madrycie (El ano santo en Madrid)ː mówię nie w zewnętrznym, lecz w wewnętrznym sensie. Akcja autos tylko pozornie wychodzi naprzeciw oczekiwaniom publiczności wychowanej na dramatach płaszcza i szpady, w istocie bowiem rozgrywa się w świecie idei i wartości moralnych. Calderón  nie dba o życiowe prawdopodobieństwo akcji, ale o jej głębszy filozoficzno-teologiczny sens. Dlatego przekracza bez wahania Arystotelesowską zasadę jedności czasu i miejsca, replikując w Pierwszym i drugim Izaakuː alegoryczne fantazje nie mają czasu ni miejsca. Jeśli w Las Ordenes Militares (Zakonach Rycerskich) wprowadza obok siebie na scenę Jozuego, Mojżesza, Hioba, Dawida, Izajasza, św. Jakuba i św. Bernarda, to dlatego że wszyscy oni mają ze sobą wiele wspólnego w sensie metafizycznym. Właściwym żywiołem autos jest metafizyka, sprawy Boga, który istniał przed stworzeniem świata i będzie istniał po jego końcu. Rzeczywistość utworów zostaje wpisana w logikę Eucharystii, która jako symbolum unitatis istnieje w pozaczasowej jedności.

### Środki dramatyczne
Aby rzeczywistość nie zastygła w bezczasie i mogła budzić emocje widowni, Calderón musiał udramatyzować zapełniające scenę alegorie i abstrakcje. Sprężyną akcji dramatycznej jest na ogół Szatan, który z podległymi mu siłami ciemności zawiązuje konflikt, rozwiązywany w finale sztuki przez Chrystusa. W odróżnieniu od klasycznej tragedii autos zaczynają się źle, a kończą dobrze, choć nie brak w nich elementów tragicznych. Konflikt Chrystusa z Szatanem przypomina znaną z comedias rywalizację galanta z jego konkurentem o damę-Duszę. W trosce o widownię poeta wyposażał swoich bohaterów, w te same, co w comedias, motywacje psychologiczneː zazdrość, honor, pragnienie zemsty, miłość, kokieterię. Nasycenie abstrakcyjnych idei konkretem, emocjami, zmysłowością, wyposażenie ich w podstawowe odruchy psychiczne pozwoliło Calderónowi dotrzeć do widzów, w dużej mierze analfabetów. Prawdy, na których przekazaniu mu zależy wygłaszają postaci pierwszoplanowe w długich tyradach, jak to miało już miejsce w comedias. Centralna postać Calderonowskich autos Chrystus wciela się w najrozmaitsze postacieː Jazona, Kupidyna, Pielgrzyma, Księcia, Emmanuela, Siewcę, Kupca, Słońce, Pasterza, Rycerza, Orfeusza, Perseusza, Chleb, Adama.

## Dalsze losyautosCalderóna

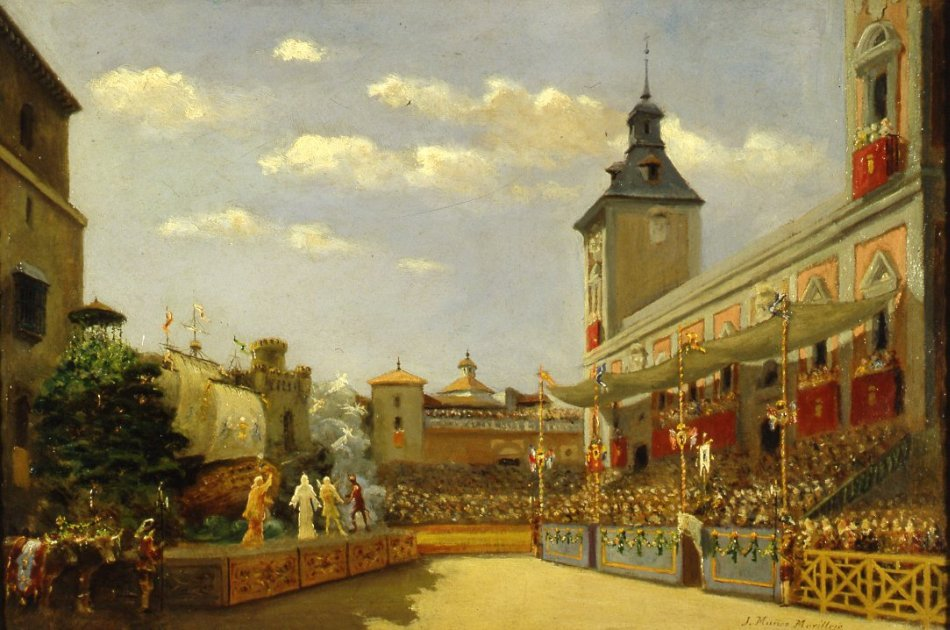
Przedstawienie Boskiej Filotei. 1681

Do połowy XVIII wieku autos Calderóna cieszyły się niesłabnącym powodzeniem wśród publiczności. Jeszcze w 1706 roku ojciec Juan Luis Buitrago, cenzor królewski, podnosił pożytki płynące z lektury tych utworów. Wraz z rozszerzaniem się w Hiszpanii wpływów Oświecenia, zaczęto krytykować autos ze stanowiska klasycyzmu francuskiego za brak życiowego prawdopodobieństwa, nieprzestrzeganie zasad Arystotelesowskiej jedności miejsca, czasu i akcji, posługiwanie się niezrozumiałymi alegoriami i symbolami. W 1749 roku Blas Antonio Nasarre pisał o autos, że dają komiczną wykładnię Pisma Świętego, pełną alegorii, dzikich metafor i straszliwych anachronizmów. Kilka lat później Nicolas Fernandez de Moratin pytał retorycznieː Czyż to możliwe, żeby przemawiała Wiosna? Czy kiedykolwiek w życiu słyszał Pan słowo wypowiedziane przez Apetyt? W 1762 roku czołowy krytyk epoki José Clavijo y Fajarado apelował do monarchy o zakazanie wystawiania autos jako szkodliwych i przynoszących ujmę religii chrześcijańskiej. W trzy lata później Karol III (1759-1788) wydał dekret zakazujący tych widowisk.
Po roku 1765 autos popadły w Hiszpanii w zapomnienie. Ponowne zainteresowanie tym rodzajem twórczości Calderóna pojawiło się w Niemczech na fali romantycznego zainteresowania dramaturgiem. Do końca XIX wieku Niemcy, jako pierwsi w Europie, przetłumaczyli wszystkie znane wówczas autos Calderóna. W Hiszpanii w XIX wieku o utworach tych pisali jedynie pozytywistyczni krytycy –  Menendez, Pelayo, Bonilla –  podkreślając ich jałową monotonię i typową dla sztuki alegorycznej bezduszność. Na początku XX wieku pojawiły się również tłumaczenia francuskie i angielskie, a od 1926 roku, kiedy Angel Valbuena Prat opublikował dwutomowe krytyczne wydanie kilku Calderonowskich autos, zaczął się ich renesans również w ojczyźnie poety.